# Dardanus lagopodes
Bernard-l'ermite des récifs, Pagure des récifs
Espèce
Dardanus lagopodes, communément nommé bernard-l'ermite des récifs ou pagure des récifs, est une espèce de crabes marins de la famille des Diogenidae.
Le bernard-l'ermite des récifs est présent dans les eaux tropicales de la région Indo-Ouest Pacifique, mer Rouge incluse.
Sa taille maximale est de 10 cm.